# Liste der Kulturdenkmäler in Wiesbaden-Nordost (Villengebiete)
Die folgende Liste enthält die in der Denkmaltopographie ausgewiesenen Kulturdenkmäler auf dem Gebiet Stadt Wiesbaden, Ortsbezirk Nordost in Hessen. Diese Liste umfasst die Villengebiete im Norden und Osten des Ortsbezirkes.
Hinweis: Die Reihenfolge der Denkmäler in dieser Liste orientiert sich zunächst an Ortsbezirken und anschließend den Straßennamen.
Grundlage ist die Veröffentlichung der Hessischen Denkmalliste, die auf Basis des Denkmalschutzgesetzes vom 5. September 1986 erstmals erstellt und seither laufend ergänzt wurde. Ein Teil dieser Listen ist zusammen mit einer ausführlichen Beschreibung auf der Webseite denkxweb.denkmalpflege-hessen.de einzusehen.

## Abeggstraße
| Bild | Bezeichnung | Lage                                                             | Beschreibung                                                                                     | Bauzeit | Daten |
| ---- | ----------- | ---------------------------------------------------------------- | ------------------------------------------------------------------------------------------------ | ------- | ----- |
|      |             | Abeggstraße 13 LageFlur: 129, Flurstück: 145/21                  | Das Objekt gehört zu der Gesamtanlage: Nördliches Villengebiet Architekt/Planer: Philipp Schmidt | 1900    |       |
|      |             | Abeggstraße 15 / Schöne Aussicht 42 LageFlur: 147, Flurstück: 41 | Das Objekt gehört zu der Gesamtanlage: Nördliches Villengebiet Architekt/Planer: Karl Schultze   | 1893    |       |
|      |             | Abeggstraße 19 LageFlur: 147, Flurstück: 9                       | Das Objekt gehört zu der Gesamtanlage: Nördliches Villengebiet                                   | Um 1900 |       |

## Adolfsberg
| Bild                             | Bezeichnung | Lage                                       | Beschreibung                                                   | Bauzeit | Daten |
| -------------------------------- | ----------- | ------------------------------------------ | -------------------------------------------------------------- | ------- | ----- |
| Villa Adolfsberg 2, Februar 2022 |             | Adolfsberg 2 LageFlur: 83, Flurstück: 16/6 | Das Objekt gehört zu der Gesamtanlage: Nördliches Villengebiet | Um 1860 |       |
| Bild gesucht BW                  |             | Adolfsberg 3 LageFlur: 83, Flurstück: 14/6 | Das Objekt gehört zu der Gesamtanlage: Nördliches Villengebiet | Um 1860 |       |

## Ahornweg
| Bild                            | Bezeichnung                     | Lage                                                          | Beschreibung                                                                                          | Bauzeit | Daten |
| ------------------------------- | ------------------------------- | ------------------------------------------------------------- | --- | ------- | ----- |
| Restbauten des „Neuen Geisberg“ | Restbauten des „Neuen Geisberg“ | Ahornweg 1, 1a, 1b LageFlur: 32, Flurstück: 27/10,511/27,27/9 | Das Objekt gehört zu der Gesamtanlage: Nördliches Villengebiet                                        | Ab 1835 |       |
|                                 |                                 | Ahornweg 4 LageFlur: 32, Flurstück: 508/13                    | Das Objekt gehört zu der Gesamtanlage: Nördliches Villengebiet Architekt/Planer: Breslauer & Salinger | 1912    |       |

## Bierstadter Straße
| Bild                      | Bezeichnung         | Lage                                                   | Beschreibung                                                                                          | Bauzeit | Daten |
| ------------------------- | ------------------- | ------------------------------------------------------ | --- | ------- | ----- |
| Ehem. Hotel Oranien       | Ehem. Hotel Oranien | Bierstadter Straße 2 LageFlur: 122, Flurstück: 46/2    | Das Objekt gehört zu der Gesamtanlage: Östliches Villengebiet Architekt/Planer: Schellenberg & Jacobi | 1891    |       |
| Ansicht von der Rosenstr. |                     | Bierstadter Straße 14 LageFlur: 123, Flurstück: 103/26 | Das Objekt gehört zu der Gesamtanlage: Östliches Villengebiet Architekt/Planer: Alfred Schellenberg   | 1876    |       |
|                           |                     | Bierstadter Straße 16 LageFlur: 123, Flurstück: 22/1   | Das Objekt gehört zu der Gesamtanlage: Östliches Villengebiet Architekt/Planer: Karl Schultze         | 1896    |       |
|                           |                     | Bierstadter Straße 32 LageFlur: 38, Flurstück: 619/54  | Das Objekt gehört zu der Gesamtanlage: Östliches Villengebiet Architekt/Planer: Heinrich Dörr         | 1903    |       |
|                           |                     | Bierstadter Straße 34 LageFlur: 38, Flurstück: 620/54  | Das Objekt gehört zu der Gesamtanlage: Östliches Villengebiet Architekt/Planer: Heinrich Dörr         | 1904    |       |

## Bodenstedtstraße
| Bild           | Bezeichnung | Lage                                                           | Beschreibung                                                                                    | Bauzeit | Daten |
| -------------- | ----------- | -------------------------------------------------------------- | ----------------------------------------------------------------------------------------------- | ------- | ----- |
|                |             | Bodenstedtstraße 2 / Parkstraße 16 LageFlur: 136, Flurstück: 5 | Umbau 1910 durch Karl Kähler Das Objekt gehört zu der Gesamtanlage: Östliches Villengebiet      | 1874/75 |       |
|                |             | Bodenstedtstraße 4 LageFlur: 136, Flurstück: 6                 | Das Objekt gehört zu der Gesamtanlage: Östliches Villengebiet                                   | Um 1875 |       |
|                |             | Bodenstedtstraße 5 LageFlur: 124, Flurstück: 59/12             | Das Objekt gehört zu der Gesamtanlage: Östliches Villengebiet Architekt/Planer: Sigmund Langrod | 1899    |       |
| weitere Bilder |             | Bodenstedtstraße 7 LageFlur: 124, Flurstück: 13/4              | Das Objekt gehört zu der Gesamtanlage: Östliches Villengebiet Architekt/Planer: Jacob Martin    | 1903    |       |
| weitere Bilder |             | Bodenstedtstraße 12 LageFlur: 136, Flurstück: 43/16            | Das Objekt gehört zu der Gesamtanlage: Östliches Villengebiet Architekt/Planer: Sigmund Langrod | 1895    |       |

## Dambachtal
| Bild                 | Bezeichnung          | Lage                                                | Beschreibung                                                                                      | Bauzeit | Daten |
| -------------------- | -------------------- | --------------------------------------------------- | ------------------------------------------------------------------------------------------------- | ------- | ----- |
|                      |                      | Dambachtal 1 LageFlur: 82, Flurstück: 326/27        | Das Objekt gehört zu der Gesamtanlage: Nördliches Villengebiet                                    | 1882    |       |
|                      |                      | Dambachtal 2 LageFlur: 82, Flurstück: 70            | Das Objekt gehört zu der Gesamtanlage: Nördliches Villengebiet                                    | Um 1862 |       |
|                      |                      | Dambachtal 3 LageFlur: 82, Flurstück: 190/27        | Das Objekt gehört zu der Gesamtanlage: Nördliches Villengebiet                                    | Um 1855 |       |
|                      |                      | Dambachtal 4 LageFlur: 82, Flurstück: 69            | Das Objekt gehört zu der Gesamtanlage: Nördliches Villengebiet                                    | Um 1865 |       |
|                      |                      | Dambachtal 6 LageFlur: 82, Flurstück: 149/68        | Das Objekt gehört zu der Gesamtanlage: Nördliches Villengebiet                                    | Um 1865 |       |
|                      |                      | Dambachtal 9 LageFlur: 82, Flurstück: 245/37        | Das Objekt gehört zu der Gesamtanlage: Nördliches Villengebiet                                    | Um 1870 |       |
|                      |                      | Dambachtal 13 LageFlur: 82, Flurstück: 107/38       | Das Objekt gehört zu der Gesamtanlage: Nördliches Villengebiet                                    | Um 1865 |       |
|                      |                      | Dambachtal 15 LageFlur: 82, Flurstück: 246/39       | Das Objekt gehört zu der Gesamtanlage: Nördliches Villengebiet                                    | Um 1868 |       |
|                      |                      | Dambachtal 19 LageFlur: 82, Flurstück: 228/60       | Das Objekt gehört zu der Gesamtanlage: Nördliches Villengebiet Architekt/Planer: Werz & Huber     | 1901    |       |
|                      |                      | Dambachtal 24 LageFlur: 82, Flurstück: 274/55       | Das Objekt gehört zu der Gesamtanlage: Nördliches Villengebiet Architekt/Planer: Walter Kraitzsch | 1908    |       |
|                      |                      | Dambachtal 30 LageFlur: 82, Flurstück: 53/1         | Das Objekt gehört zu der Gesamtanlage: Nördliches Villengebiet Architekt/Planer: Werz & Huber     | 1901    |       |
|                      |                      | Dambachtal 41/43 LageFlur: 32, Flurstück: 498/6,5/1 | Das Objekt gehört zu der Gesamtanlage: Nördliches Villengebiet Architekt/Planer: Karl Heuer       | 1904    |       |
| Sachteil Einfriedung | Sachteil Einfriedung | Dambachtal 45 LageFlur: 32, Flurstück: 497/18       | Das Objekt gehört zu der Gesamtanlage: Nördliches Villengebiet                                    |         |       |

## Demminsweg
| Bild | Bezeichnung | Lage                                         | Beschreibung                                                                                     | Bauzeit | Daten |
| ---- | ----------- | -------------------------------------------- | ------------------------------------------------------------------------------------------------ | ------- | ----- |
|      |             | Demminsweg 1 LageFlur: 31, Flurstück: 952/94 | Das Objekt gehört zu der Gesamtanlage: Nördliches Villengebiet Architekt/Planer: Sigmund Langrod | 1913    |       |

## Erathstraße
| Bild | Bezeichnung | Lage                                          | Beschreibung                                                                            | Bauzeit | Daten |
| ---- | ----------- | --------------------------------------------- | --------------------------------------------------------------------------------------- | ------- | ----- |
|      |             | Erathstraße 15 LageFlur: 123, Flurstück: 10/9 | Das Objekt gehört zu der Gesamtanlage: Östliches Villengebiet Architekt/Planer: Scheidt | 1875    |       |

## Frankfurter Straße
| Bild                 | Bezeichnung          | Lage                                                                 | Beschreibung                                                                                              | Bauzeit                             | Daten |
| -------------------- | -------------------- | -------------------------------------------------------------------- | --- | ----------------------------------- | ----- |
| weitere Bilder       | Villa Clementine     | Frankfurter Straße 1 / Wilhelmstraße LageFlur: 120, Flurstück: 174/1 | Das Objekt gehört zu der Gesamtanlage: Östliches Villengebiet Architekt/Planer: Georg Friedrich Fürstchen | 1878–1882                           |       |
|                      |                      | Frankfurter Straße 2 LageFlur: 122, Flurstück: 46/2                  | Das Objekt gehört zu der Gesamtanlage: Östliches Villengebiet                                             | Um 1840                             |       |
| Anglikanische Kirche | Anglikanische Kirche | Frankfurter Straße 3 LageFlur: 120, Flurstück: 139/20                | Das Objekt gehört zu der Gesamtanlage: Östliches Villengebiet Architekt/Planer: Theodor Goetz             | 1863–65/1887–1888;Wiederaufbau 1950 |       |

## Freseniusstraße
| Bild | Bezeichnung | Lage                                                       | Beschreibung                                                                                                | Bauzeit | Daten |
| ---- | ----------- | ---------------------------------------------------------- | --- | ------- | ----- |
|      |             | Freseniusstraße 17 LageFlur: 32, Flurstück: 24/3           | Das Objekt gehört zu der Gesamtanlage: Nördliches Villengebiet Architekt/Planer: Wilhelm Kaufmann           | 1898    |       |
|      |             | Freseniusstraße 21 LageFlur: 33, Flurstück: 334/7          | Das Objekt gehört zu der Gesamtanlage: Nördliches Villengebiet Architekt/Planer: Karl Schultze              | 1907    |       |
|      |             | Freseniusstraße 27 LageFlur: 33, Flurstück: 383/3          | Das Objekt gehört zu der Gesamtanlage: Nördliches Villengebiet Architekt/Planer: Maurermeister Max Hartmann | 1899    |       |
|      |             | Freseniusstraße 29 LageFlur: 33, Flurstück: 3/1            | Das Objekt gehört zu der Gesamtanlage: Nördliches Villengebiet Architekt/Planer: Maurermeister Max Hartmann | 1898    |       |
|      |             | Freseniusstraße 35 LageFlur: 33, Flurstück: 52/2           | Das Objekt gehört zu der Gesamtanlage: Nördliches Villengebiet Architekt/Planer: Wilhelm Lücke              | 1911    |       |
|      |             | Freseniusstraße 37 LageFlur: 33, Flurstück: 1/8            | Das Objekt gehört zu der Gesamtanlage: Nördliches Villengebiet Architekt/Planer: Burk & Ohlenschläger       | 1907    |       |
|      |             | Freseniusstraße 45/47 LageFlur: 33, Flurstück: 167/1,166/1 | Das Objekt gehört zu der Gesamtanlage: Nördliches Villengebiet Architekt/Planer: Karl Schultze              | 1905    |       |

## Händelstraße
| Bild | Bezeichnung | Lage                                          | Beschreibung                                                                                 | Bauzeit | Daten |
| ---- | ----------- | --------------------------------------------- | -------------------------------------------------------------------------------------------- | ------- | ----- |
|      |             | Händelstraße 10 LageFlur: 33, Flurstück: 47/2 | Das Objekt gehört zu der Gesamtanlage: Nördliches Villengebiet Architekt/Planer: Karl Kähler | 1912    |       |

## Hergenhahnstraße
| Bild | Bezeichnung | Lage                                               | Beschreibung                                                                                 | Bauzeit | Daten |
| ---- | ----------- | -------------------------------------------------- | -------------------------------------------------------------------------------------------- | ------- | ----- |
|      |             | Hergenhahnstraße 7 LageFlur: 35, Flurstück: 579/26 | Das Objekt gehört zu der Gesamtanlage: Nördliches Villengebiet Architekt/Planer: Karl Kähler | 1905    |       |

## Heßstraße
| Bild           | Bezeichnung | Lage                                       | Beschreibung                                                                                     | Bauzeit | Daten |
| -------------- | ----------- | ------------------------------------------ | ------------------------------------------------------------------------------------------------ | ------- | ----- |
| weitere Bilder |             | Heßstraße 2 LageFlur: 137, Flurstück: 22/1 | Das Objekt gehört zu der Gesamtanlage: Östliches Villengebiet Architekt/Planer: August Meyer     | 1901    |       |
|                |             | Heßstraße 5 LageFlur: 137, Flurstück: 23   | Das Objekt gehört zu der Gesamtanlage: Östliches Villengebiet Architekt/Planer: Fabry & Eichholz | 1902    |       |

## Hildastraße
| Bild           | Bezeichnung | Lage                                          | Beschreibung                                                                                    | Bauzeit | Daten |
| -------------- | ----------- | --------------------------------------------- | ----------------------------------------------------------------------------------------------- | ------- | ----- |
|                |             | Hildastraße 12 LageFlur: 124, Flurstück: 13/3 | Das Objekt gehört zu der Gesamtanlage: Östliches Villengebiet                                   | 1890    |       |
| weitere Bilder |             | Hildastraße 14 LageFlur: 124, Flurstück: 13/2 | Das Objekt gehört zu der Gesamtanlage: Östliches Villengebiet Architekt/Planer: Hermann Frorath | 1890    |       |

## Hohenlohestraße
| Bild | Bezeichnung | Lage                                           | Beschreibung                                                                                     | Bauzeit | Daten |
| ---- | ----------- | ---------------------------------------------- | ------------------------------------------------------------------------------------------------ | ------- | ----- |
|      |             | Hohenlohestraße 7 LageFlur: 147, Flurstück: 28 | Das Objekt gehört zu der Gesamtanlage: Nördliches Villengebiet Architekt/Planer: Wilhelm Rehbold | 1903    |       |

## Idsteiner Straße
| Bild               | Bezeichnung        | Lage                                                | Beschreibung                                                                                     | Bauzeit   | Daten |
| ------------------ | ------------------ | --------------------------------------------------- | ------------------------------------------------------------------------------------------------ | --------- | ----- |
| Alter Hof Geisberg | Alter Hof Geisberg | Idsteiner Straße LageFlur: 33, Flurstück: 19/1      | Das Objekt gehört zu der Gesamtanlage: Nördliches Villengebiet                                   | Ab 1780er |       |
|                    |                    | Idsteiner Straße 5 LageFlur: 34, Flurstück: 74/7    | Das Objekt gehört zu der Gesamtanlage: Nördliches Villengebiet Architekt/Planer: Ludwig Bind     | 1890      |       |
|                    |                    | Idsteiner Straße 7 LageFlur: 34, Flurstück: 654/74  | Das Objekt gehört zu der Gesamtanlage: Nördliches Villengebiet Architekt/Planer: Ludwig Bind     | 1891      |       |
|                    |                    | Idsteiner Straße 9 LageFlur: 34, Flurstück: 74/4    | Das Objekt gehört zu der Gesamtanlage: Nördliches Villengebiet Architekt/Planer: Ludwig Bind     | 1894      |       |
|                    |                    | Idsteiner Straße 11 LageFlur: 34, Flurstück: 653/73 | Das Objekt gehört zu der Gesamtanlage: Nördliches Villengebiet                                   | 1876/77   |       |
|                    |                    | Idsteiner Straße 13 LageFlur: 34, Flurstück: 72/1   | Das Objekt gehört zu der Gesamtanlage: Nördliches Villengebiet Architekt/Planer: Ludwig Bind     | 1898      |       |
|                    |                    | Idsteiner Straße 14 LageFlur: 32, Flurstück: 496/34 | Das Objekt gehört zu der Gesamtanlage: Nördliches Villengebiet Architekt/Planer: Paul A. Jacobi  | 1906      |       |
|                    |                    | Idsteiner Straße 15 LageFlur: 34, Flurstück: 283    | Das Objekt gehört zu der Gesamtanlage: Nördliches Villengebiet Architekt/Planer: A. K. Schneider | 1911      |       |
|                    |                    | Idsteiner Straße 23 LageFlur: 34, Flurstück: 303/2  | Das Objekt gehört zu der Gesamtanlage: Nördliches Villengebiet Architekt/Planer: Albert Wolff    | 1903      |       |

## Johann-Sebastian-Bach-Straße
| Bild                                           | Bezeichnung                                    | Lage                                                            | Beschreibung                                                                                   | Bauzeit | Daten |
| ---------------------------------------------- | ---------------------------------------------- | --------------------------------------------------------------- | ---------------------------------------------------------------------------------------------- | ------- | ----- |
| Sachteil Südfassade und Ostfassade (teilweise) | Sachteil Südfassade und Ostfassade (teilweise) | Johann-Sebastian-Bach-Straße 6c LageFlur: 147, Flurstück: 25/13 | Das Objekt gehört zu der Gesamtanlage: Nördliches Villengebiet Architekt/Planer: W. Schleicher | 1893    |       |

## Kapellenstraße
| Bild            | Bezeichnung                             | Lage                                               | Beschreibung                                                                                          | Bauzeit | Daten |
| --------------- | --------------------------------------- | -------------------------------------------------- | --- | ------- | ----- |
|                 |                                         | Kapellenstraße 9 LageFlur: 82, Flurstück: 64       | Das Objekt gehört zu der Gesamtanlage: Nördliches Villengebiet Architekt/Planer: Julius Brahm         | 1888    |       |
| weitere Bilder  | Ehem. Chemisches Laboratorium Fresenius | Kapellenstraße 11 LageFlur: 82, Flurstück: 175/63  | Historische Stätte der Chemie Das Objekt gehört zu der Gesamtanlage: Nördliches Villengebiet          | Um 1845 |       |
|                 |                                         | Kapellenstraße 17 LageFlur: 82, Flurstück: 280/59  | Das Objekt gehört zu der Gesamtanlage: Nördliches Villengebiet                                        | Um 1850 |       |
|                 |                                         | Kapellenstraße 19 LageFlur: 82, Flurstück: 58/2    | Das Objekt gehört zu der Gesamtanlage: Nördliches Villengebiet                                        | Um 1855 |       |
|                 |                                         | Kapellenstraße 21 LageFlur: 82, Flurstück: 57/2    | Das Objekt gehört zu der Gesamtanlage: Nördliches Villengebiet                                        | Um 1855 |       |
|                 |                                         | Kapellenstraße 25 LageFlur: 82, Flurstück: 54/2    | Das Objekt gehört zu der Gesamtanlage: Nördliches Villengebiet                                        | Um 1855 |       |
|                 |                                         | Kapellenstraße 27 LageFlur: 82, Flurstück: 1891/2  | Das Objekt gehört zu der Gesamtanlage: Nördliches Villengebiet Architekt/Planer: Hermann Reichwein    | 1894    |       |
|                 |                                         | Kapellenstraße 29 LageFlur: 82, Flurstück: 53/2    | Das Objekt gehört zu der Gesamtanlage: Nördliches Villengebiet                                        | Um 1860 |       |
|                 |                                         | Kapellenstraße 32 LageFlur: 80, Flurstück: 36/2    | Das Objekt gehört zu der Gesamtanlage: Nördliches Villengebiet                                        | Um 1875 |       |
|                 |                                         | Kapellenstraße 39 LageFlur: 79, Flurstück: 229/12  | Das Objekt gehört zu der Gesamtanlage: Nördliches Villengebiet                                        | Um 1855 |       |
|                 |                                         | Kapellenstraße 46 LageFlur: 79, Flurstück: 191/37  | Das Objekt gehört zu der Gesamtanlage: Nördliches Villengebiet                                        |         |       |
|                 |                                         | Kapellenstraße 58 LageFlur: 31, Flurstück: 997/68  | Das Objekt gehört zu der Gesamtanlage: Nördliches Villengebiet Architekt/Planer: Josef Beitscher      | 1881    |       |
|                 |                                         | Kapellenstraße 66a LageFlur: 31, Flurstück: 184/75 | Das Objekt gehört zu der Gesamtanlage: Nördliches Villengebiet Architekt/Planer: Wilhelm Kilb         | 1878    |       |
|                 |                                         | Kapellenstraße 67 LageFlur: 31, Flurstück: 104/1   | Das Objekt gehört zu der Gesamtanlage: Nördliches Villengebiet Architekt/Planer: Friedrich Lang       | 1885    |       |
|                 |                                         | Kapellenstraße 68 LageFlur: 31, Flurstück: 76/9    | Das Objekt gehört zu der Gesamtanlage: Nördliches Villengebiet Architekt/Planer: Paul A. Jacobi       | 1904    |       |
|                 |                                         | Kapellenstraße 70 LageFlur: 31, Flurstück: 483/78  | Das Objekt gehört zu der Gesamtanlage: Nördliches Villengebiet Architekt/Planer: Friedrich Lang       | 1887    |       |
|                 |                                         | Kapellenstraße 72 LageFlur: 31, Flurstück: 461/79  | Das Objekt gehört zu der Gesamtanlage: Nördliches Villengebiet Architekt/Planer: Carl Zais            | 1887    |       |
|                 |                                         | Kapellenstraße 73 LageFlur: 31, Flurstück: 529/101 | Das Objekt gehört zu der Gesamtanlage: Nördliches Villengebiet Architekt/Planer: Stanislaus Wojtowski | 1895    |       |
|                 |                                         | Kapellenstraße 75 LageFlur: 31, Flurstück: 528/99  | Das Objekt gehört zu der Gesamtanlage: Nördliches Villengebiet Architekt/Planer: Stanislaus Wojtowski | 1895    |       |
|                 |                                         | Kapellenstraße 76 LageFlur: 31, Flurstück: 947/81  | Das Objekt gehört zu der Gesamtanlage: Nördliches Villengebiet Architekt/Planer: Georg Kohtz          | 1913    |       |
| Bild gesucht BW |                                         | Kapellenstraße 77 LageFlur: 31, Flurstück: 591/98  | Das Objekt gehört zu der Gesamtanlage: Nördliches Villengebiet Architekt/Planer: Werz & Faesch        | 1898    |       |
|                 |                                         | Kapellenstraße 79 LageFlur: 31, Flurstück: 592/98  | Das Objekt gehört zu der Gesamtanlage: Nördliches Villengebiet Architekt/Planer: Friedrich Werz       | 1898    |       |
|                 |                                         | Kapellenstraße 83 LageFlur: 31, Flurstück: 494/98  | Das Objekt gehört zu der Gesamtanlage: Nördliches Villengebiet Architekt/Planer: Franz Berger         | 1892    |       |
|                 |                                         | Kapellenstraße 87 LageFlur: 31, Flurstück: 566/97  | Das Objekt gehört zu der Gesamtanlage: Nördliches Villengebiet Architekt/Planer: Stanislaus Wojtowski | 1896    |       |
|                 |                                         | Kapellenstraße 91 LageFlur: 31, Flurstück: 541/95  | Das Objekt gehört zu der Gesamtanlage: Nördliches Villengebiet Architekt/Planer: Kreizner & Hatzmann  | 1895    |       |
|                 |                                         | Kapellenstraße 93 LageFlur: 31, Flurstück: 1071/95 | Das Objekt gehört zu der Gesamtanlage: Nördliches Villengebiet Architekt/Planer: Kreizner & Hatzmann  | 1895    |       |

## Kreidelstraße
| Bild | Bezeichnung | Lage                                         | Beschreibung                                                                                  | Bauzeit | Daten |
| ---- | ----------- | -------------------------------------------- | --------------------------------------------------------------------------------------------- | ------- | ----- |
|      |             | Kreidelstraße 3 LageFlur: 76, Flurstück: 149 | Das Objekt gehört zu der Gesamtanlage: Nördliches Villengebiet Architekt/Planer: Ludwig Euler | 1884    |       |

## Kuranlage
| Bild      | Bezeichnung | Lage                                                                                   | Beschreibung | Bauzeit   | Daten |
| --------- | ----------- | -------------------------------------------------------------------------------------- | --- | --------- | ----- |
| Kuranlage | Kuranlage   | Kuranlage LageFlur: 36,37,38,125, Flurstück: 9/1,36/6,38/1,41/1,42,43/1;192/19,130,1/3 | Die Kuranlage umfasst die Brücke der J.-von-Lauff-Straße, Brücke an der Blumenwiese, Brücke am unteren Weiherende, Brücke am oberen Weiherende, Brücke an der Dietenmühle, Brücke hinter der Dietenmühle, Hermann-Rauch-Pavillon Das Objekt gehört zu der Gesamtanlage: Östliches Villengebiet Architekt/Planer: Generaldomänendirektor von Rößler | 1816–1910 |       |

## Leberberg
| Bild | Bezeichnung | Lage                                        | Beschreibung                                                                                           | Bauzeit | Daten |
| ---- | ----------- | ------------------------------------------- | --- | ------- | ----- |
|      |             | Leberberg 14 LageFlur: 129, Flurstück: 22/1 | Das Objekt gehört zu der Gesamtanlage: Nördliches Villengebiet Architekt/Planer: Phil. Schmidt & Cons. | 1910    |       |

## Liebigstraße
| Bild        | Bezeichnung | Lage                                       | Beschreibung | Bauzeit | Daten |
| ----------- | ----------- | ------------------------------------------ | --- | ------- | ----- |
| Goethewarte | Goethewarte | Liebigstraße LageFlur: 32, Flurstück: 47/8 | Das Objekt gehört zu der Gesamtanlage: Nördliches Villengebiet Architekt/Planer: Regierungsbaumeister Finsterwald | 1932    |       |

## Mozartstraße
| Bild | Bezeichnung | Lage                                          | Beschreibung                                                                          | Bauzeit | Daten |
| ---- | ----------- | --------------------------------------------- | ------------------------------------------------------------------------------------- | ------- | ----- |
|      |             | Mozartstraße 1 LageFlur: 148, Flurstück: 55   | Das Objekt gehört zu der Gesamtanlage: Nördliches Villengebiet                        | Um 1875 |       |
|      |             | Mozartstraße 2 LageFlur: 148, Flurstück: 58   | Das Objekt gehört zu der Gesamtanlage: Nördliches Villengebiet                        | Um 1850 |       |
|      |             | Mozartstraße 3 LageFlur: 148, Flurstück: 34   | Das Objekt gehört zu der Gesamtanlage: Nördliches Villengebiet                        | Um 1875 |       |
|      |             | Mozartstraße 4 LageFlur: 148, Flurstück: 35/1 | Das Objekt gehört zu der Gesamtanlage: Nördliches Villengebiet                        | Um 1876 |       |
|      |             | Mozartstraße 7 LageFlur: 148, Flurstück: 42   | Das Objekt gehört zu der Gesamtanlage: Nördliches Villengebiet                        | 1881    |       |
|      |             | Mozartstraße 8 LageFlur: 148, Flurstück: 43   | Das Objekt gehört zu der Gesamtanlage: Nördliches Villengebiet Architekt/Planer: Tann | 1894    |       |
|      |             | Mozartstraße 9 LageFlur: 148, Flurstück: 44   | Das Objekt gehört zu der Gesamtanlage: Nördliches Villengebiet                        | Um 1875 |       |

## Neubauerstraße
| Bild | Bezeichnung | Lage                                              | Beschreibung                                                                                           | Bauzeit | Daten |
| ---- | ----------- | ------------------------------------------------- | --- | ------- | ----- |
|      |             | Neubauerstraße 4 LageFlur: 82, Flurstück: 139/47  | Das Objekt gehört zu der Gesamtanlage: Nördliches Villengebiet Architekt/Planer: Ludwig von Heemskerck | 1884    |       |
|      |             | Neubauerstraße 6 LageFlur: 82, Flurstück: 170/47  | Das Objekt gehört zu der Gesamtanlage: Nördliches Villengebiet Architekt/Planer: Emil Schott           | 1886    |       |
|      |             | Neubauerstraße 12 LageFlur: 82, Flurstück: 187/47 | Das Objekt gehört zu der Gesamtanlage: Nördliches Villengebiet Architekt/Planer: Wilhelm Wendenius     | 1887    |       |

## Neuberg
| Bild | Bezeichnung | Lage                                                      | Beschreibung                                                   | Bauzeit | Daten |
| ---- | ----------- | --------------------------------------------------------- | -------------------------------------------------------------- | ------- | ----- |
|      |             | Neuberg 1a LageFlur: 82, Flurstück: 6/11                  | Das Objekt gehört zu der Gesamtanlage: Nördliches Villengebiet | 1851    |       |
|      |             | Neuberg 12 / Dambachtal 31 LageFlur: 32, Flurstück: 66/10 | Das Objekt gehört zu der Gesamtanlage: Nördliches Villengebiet | Um 1870 |       |

## Parkanlage Dambachtal
| Bild                 | Bezeichnung          | Lage                                                   | Beschreibung | Bauzeit                 | Daten |
| -------------------- | -------------------- | ------------------------------------------------------ | --- | ----------------------- | ----- |
| Einfriedung          | Einfriedung          | Parkanlage Dambachtal LageFlur: 31, Flurstück: diverse | Umfasst die Einfriedungen an der Kapellenstraße 53, 55, 57, 59, 63, 63a, 65, 67, 69, 73, 77, 79, 81, 83, 85, 89a, 93, 95 Das Objekt gehört zu der Gesamtanlage: Nördliches Villengebiet | 1898/99                 |       |
| Fresenius-Denkmal    | Fresenius-Denkmal    | Parkanlage Dambachtal LageFlur: 31, Flurstück: 939/138 | Das Objekt gehört zu der Gesamtanlage: Nördliches Villengebiet Architekt/Planer: Bildhauer: Karl Reinert                                                                                | 1904                    |       |
| Alfred-Schulte-Hütte | Alfred-Schulte-Hütte | Parkanlage Dambachtal LageFlur: 1, Flurstück: 12       | Das Objekt gehört zu der Gesamtanlage: Nördliches Villengebiet | 1936; Wiederaufbau 1951 |       |

## Parkstraße
| Bild                                    | Bezeichnung                             | Lage                                                    | Beschreibung                                                                                        | Bauzeit | Daten |
| --------------------------------------- | --------------------------------------- | ------------------------------------------------------- | --------------------------------------------------------------------------------------------------- | ------- | ----- |
|                                         |                                         | Parkstraße 6 LageFlur: 123, Flurstück: 7/1              | Das Objekt gehört zu der Gesamtanlage: Östliches Villengebiet                                       | Um 1845 |       |
|                                         |                                         | Parkstraße 13 LageFlur: 124, Flurstück: 47/7            | Das Objekt gehört zu der Gesamtanlage: Östliches Villengebiet Architekt/Planer: Jean Fürstchen      | 1889    |       |
|                                         |                                         | Parkstraße 14 LageFlur: 124, Flurstück: 8/1             | Das Objekt gehört zu der Gesamtanlage: Östliches Villengebiet                                       | Um 1872 |       |
|                                         |                                         | Parkstraße 18 LageFlur: 125, Flurstück: 33/2            | Das Objekt gehört zu der Gesamtanlage: Östliches Villengebiet                                       | Um 1860 |       |
|                                         |                                         | Parkstraße 20/22 LageFlur: 125, Flurstück: 40/2,2/5     | Das Objekt gehört zu der Gesamtanlage: Östliches Villengebiet Architekt/Planer: Bruno Rüdiger       | 1897    |       |
|                                         |                                         | Parkstraße 23 LageFlur: 136, Flurstück: 1               | Das Objekt gehört zu der Gesamtanlage: Östliches Villengebiet                                       | 1878    |       |
|                                         |                                         | Parkstraße 24 LageFlur: 38, Flurstück: 11/1             | Das Objekt gehört zu der Gesamtanlage: Östliches Villengebiet                                       | Um 1870 |       |
|                                         |                                         | Parkstraße 26 LageFlur: 38, Flurstück: 395/9            | Das Objekt gehört zu der Gesamtanlage: Östliches Villengebiet Architekt/Planer: Ludwig Euler        | 1882    |       |
|                                         |                                         | Parkstraße 28 LageFlur: 38, Flurstück: 312/8            | Das Objekt gehört zu der Gesamtanlage: Östliches Villengebiet                                       | Um 1875 |       |
|                                         |                                         | Parkstraße 29 LageFlur: 137, Flurstück: 3               | Das Objekt gehört zu der Gesamtanlage: Östliches Villengebiet Architekt/Planer: Wilhelm Kaufmann    | 1884    |       |
|                                         |                                         | Parkstraße 30 LageFlur: 38, Flurstück: 470/7            | Das Objekt gehört zu der Gesamtanlage: Östliches Villengebiet Architekt/Planer: Ludwig Euler        | 1892    |       |
|                                         |                                         | Parkstraße 31 LageFlur: 137, Flurstück: 4               | Das Objekt gehört zu der Gesamtanlage: Östliches Villengebiet                                       | 1885    |       |
|                                         |                                         | Parkstraße 33 LageFlur: 137, Flurstück: 11              | Das Objekt gehört zu der Gesamtanlage: Östliches Villengebiet Architekt/Planer: Paul A. Jacobi      | 1892    |       |
|                                         |                                         | Parkstraße 34 LageFlur: 38, Flurstück: 7/2              | Das Objekt gehört zu der Gesamtanlage: Östliches Villengebiet Architekt/Planer: Wilhelm Kaufmann    | 1881    |       |
|                                         |                                         | Parkstraße 35 LageFlur: 137, Flurstück: 12              | Das Objekt gehört zu der Gesamtanlage: Östliches Villengebiet                                       | Um 1875 |       |
|                                         |                                         | Parkstraße 36/38 LageFlur: 38, Flurstück: 358/6,357/6   | Das Objekt gehört zu der Gesamtanlage: Östliches Villengebiet Architekt/Planer: Zais & Wojtowski    | 1894    |       |
|                                         |                                         | Parkstraße 37 LageFlur: 137, Flurstück: 13/1            | Das Objekt gehört zu der Gesamtanlage: Östliches Villengebiet Architekt/Planer: Alfred Schellenberg | 1909    |       |
|                                         |                                         | Parkstraße 40 / 42 LageFlur: 38, Flurstück: 359/5,360/5 | Das Objekt gehört zu der Gesamtanlage: Östliches Villengebiet Architekt/Planer: Zais & Wojtowski    | 1892    |       |
|                                         |                                         | Parkstraße 43 LageFlur: 157, Flurstück: 16/2            | Das Objekt gehört zu der Gesamtanlage: Östliches Villengebiet Architekt/Planer: Albert Wolff        | 1896    |       |
| Ehem. Kaltwasserheilanstalt Dietenmühle | Ehem. Kaltwasserheilanstalt Dietenmühle | Parkstraße 44 LageFlur: 36, Flurstück: 32/4             | Das Objekt gehört zu der Gesamtanlage: Östliches Villengebiet Architekt/Planer: Alfred Schellenberg | 1889/90 |       |

## Paulinenstraße
| Bild                                     | Bezeichnung                              | Lage                                               | Beschreibung | Bauzeit   | Daten |
| ---------------------------------------- | ---------------------------------------- | -------------------------------------------------- | --- | --------- | ----- |
|                                          |                                          | Paulinenstraße 2 LageFlur: 122, Flurstück: 14/1    | Das Objekt gehört zu der Gesamtanlage: Östliches Villengebiet                                                                | Um 1875   |       |
|                                          |                                          | Paulinenstraße 3 LageFlur: 123, Flurstück: 100/33  | Das Objekt gehört zu der Gesamtanlage: Östliches Villengebiet                                                                | Um 1878   |       |
|                                          |                                          | Paulinenstraße 4 LageFlur: 122, Flurstück: 15/1    | Das Objekt gehört zu der Gesamtanlage: Östliches Villengebiet Architekt/Planer: Julius Brahm                                 | 1890      |       |
|                                          |                                          | Paulinenstraße 5 LageFlur: 123, Flurstück: 107/34  | Das Objekt gehört zu der Gesamtanlage: Östliches Villengebiet                                                                | Um 1880   |       |
| Villa Söhnlein-Papst                     | Villa Söhnlein-Papst                     | Paulinenstraße 7 LageFlur: 123, Flurstück: 199/31  | Das Objekt gehört zu der Gesamtanlage: Östliches Villengebiet Architekt/Planer: Pfleghard & Häfeli                           | 1903      |       |
|                                          |                                          | Paulinenstraße 11 LageFlur: 123, Flurstück: 151/29 | Das Objekt gehört zu der Gesamtanlage: Östliches Villengebiet Architekt/Planer: Julius Brahm                                 | 1899      |       |
| Aareal Bank (Deutsche Pfandbriefanstalt) | Aareal Bank (Deutsche Pfandbriefanstalt) | Paulinenstraße 15 LageFlur: 123, Flurstück: 15/1   | Das Objekt gehört zu der Gesamtanlage: Östliches Villengebiet Architekt/Planer: Alexander von Branca und Wilhelm Wichtendahl | 1953–1955 |       |

## Richard-Wagner-Straße
| Bild            | Bezeichnung | Lage                                                    | Beschreibung                                                                                           | Bauzeit | Daten |
| --------------- | ----------- | ------------------------------------------------------- | --- | ------- | ----- |
| Bild gesucht BW |             | Richard-Wagner-Straße 3 LageFlur: 148, Flurstück: 47/6  | Das Objekt gehört zu der Gesamtanlage: Nördliches Villengebiet Architekt/Planer: Friedrich Lang        | 1900    |       |
|                 |             | Richard-Wagner-Straße 25 LageFlur: 149, Flurstück: 42/1 | Das Objekt gehört zu der Gesamtanlage: Nördliches Villengebiet Architekt/Planer: P. Auber              | 1925    |       |
|                 |             | Richard-Wagner-Straße 30 LageFlur: 149, Flurstück: 17   | Das Objekt gehört zu der Gesamtanlage: Nördliches Villengebiet Architekt/Planer: Adolf Kann            | 1909    |       |
|                 |             | Richard-Wagner-Straße 36 LageFlur: 149, Flurstück: 11/1 | Das Objekt gehört zu der Gesamtanlage: Nördliches Villengebiet Architekt/Planer: Ludwig von Heemskerck | 1913    |       |

## Rosenstraße
| Bild                              | Bezeichnung                       | Lage                                           | Beschreibung | Bauzeit   | Daten |
| --------------------------------- | --------------------------------- | ---------------------------------------------- | --- | --------- | ----- |
|                                   |                                   | Rosenstraße 2 LageFlur: 123, Flurstück: 204/28 | Das Objekt gehört zu der Gesamtanlage: Östliches Villengebiet                                                   | Um 1874   |       |
|                                   |                                   | Rosenstraße 4 LageFlur: 123, Flurstück: 214/27 | Das Objekt gehört zu der Gesamtanlage: Östliches Villengebiet                                                   | Um 1875   |       |
| Sachteil Portal                   | Sachteil Portal                   | Rosenstraße 5 LageFlur: 123, Flurstück: 25/1   | Das Objekt gehört zu der Gesamtanlage: Östliches Villengebiet Architekt/Planer: Max Laeuger                     |           |       |
|                                   |                                   | Rosenstraße 6 LageFlur: 123, Flurstück: 60/26  | Das Objekt gehört zu der Gesamtanlage: Östliches Villengebiet                                                   | Um 1875   |       |
| Lotto Treuhandgesellschaft Hessen | Lotto Treuhandgesellschaft Hessen | Rosenstraße 7-9 LageFlur: 123, Flurstück: 25/1 | Das Objekt gehört zu der Gesamtanlage: Östliches Villengebiet Architekt/Planer: Adolph Möreke und Joseph Staudt | 1958–1959 |       |
|                                   |                                   | Rosenstraße 8 LageFlur: 123, Flurstück: 59/26  | Das Objekt gehört zu der Gesamtanlage: Östliches Villengebiet                                                   | Um 1875   |       |

## Rosselstraße
| Bild               | Bezeichnung        | Lage                                                                       | Beschreibung                                                                                          | Bauzeit | Daten |
| ------------------ | ------------------ | -------------------------------------------------------------------------- | --- | ------- | ----- |
|                    |                    | Rosselstraße 1 / Idsteiner Straße 8 LageFlur: 32, Flurstück: 500/33,327/13 | Das Objekt gehört zu der Gesamtanlage: Nördliches Villengebiet Architekt/Planer: Karl Kähler          | 1907    |       |
|                    |                    | Rosselstraße 2 LageFlur: 32, Flurstück: 440/27                             | Das Objekt gehört zu der Gesamtanlage: Nördliches Villengebiet Architekt/Planer: Karl Friedrich       | 1912    |       |
|                    |                    | Rosselstraße 3 LageFlur: 32, Flurstück: 359/31                             | Das Objekt gehört zu der Gesamtanlage: Nördliches Villengebiet Architekt/Planer: Wilhelm Rehbold      | 1908    |       |
|                    |                    | Rosselstraße 7 LageFlur: 32, Flurstück: 363/29                             | Das Objekt gehört zu der Gesamtanlage: Nördliches Villengebiet Architekt/Planer: Rehbold & Kraitzsch  | 1910    |       |
|                    |                    | Rosselstraße 9 LageFlur: 32, Flurstück: 463/31                             | Das Objekt gehört zu der Gesamtanlage: Nördliches Villengebiet Architekt/Planer: Wilhelm Weygandt     | 1923    |       |
|                    |                    | Rosselstraße 18 LageFlur: 32, Flurstück: 27/14                             | Nebengebäude der Villa Rosselstraße 20 Das Objekt gehört zu der Gesamtanlage: Nördliches Villengebiet | 1928    |       |
| Villa von Schertel | Villa von Schertel | Rosselstraße 19 LageFlur: 32, Flurstück: 485/29                            | Das Objekt gehört zu der Gesamtanlage: Nördliches Villengebiet Architekt/Planer: Ernst Haiger         | 1928    |       |
| Henkell-Villa      | Henkell-Villa      | Rosselstraße 20 LageFlur: 32, Flurstück: 27/16                             | Das Objekt gehört zu der Gesamtanlage: Nördliches Villengebiet Architekt/Planer: Stadtmüller-Boldt    | 1947    |       |
|                    |                    | Rosselstraße 22 LageFlur: 33, Flurstück: 12/17                             | Das Objekt gehört zu der Gesamtanlage: Nördliches Villengebiet Architekt/Planer: Friedrich Lang       | 1906    |       |
|                    |                    | Rosselstraße 35 LageFlur: 33, Flurstück: 13/2                              | Das Objekt gehört zu der Gesamtanlage: Nördliches Villengebiet Architekt/Planer: Bruno Paul           | 1911    |       |

## Rößlerstraße
| Bild | Bezeichnung | Lage                                            | Beschreibung                                                                                      | Bauzeit | Daten |
| ---- | ----------- | ----------------------------------------------- | ------------------------------------------------------------------------------------------------- | ------- | ----- |
|      |             | Rößlerstraße 7 LageFlur: 129, Flurstück: 4/1    | Das Objekt gehört zu der Gesamtanlage: Nördliches Villengebiet                                    | Um 1875 |       |
|      |             | Rößlerstraße 12 LageFlur: 129, Flurstück: 54/14 | Das Objekt gehört zu der Gesamtanlage: Nördliches Villengebiet Architekt/Planer: Carl von Roeßler | 1892    |       |

## Schöne Aussicht
| Bild                     | Bezeichnung              | Lage                                                          | Beschreibung                                                                                           | Bauzeit   | Daten |
| ------------------------ | ------------------------ | ------------------------------------------------------------- | --- | --------- | ----- |
| Alter Jüdischer Friedhof | Alter Jüdischer Friedhof | Schöne Aussicht LageFlur: 128, Flurstück: 253/20              | Das Objekt gehört zu der Gesamtanlage: Nördliches Villengebiet                                         | 1750–1929 |       |
|                          |                          | Schöne Aussicht 5 LageFlur: 82, Flurstück: 13/2               | Das Objekt gehört zu der Gesamtanlage: Nördliches Villengebiet                                         | Um 1874   |       |
|                          |                          | Schöne Aussicht 7 LageFlur: 82, Flurstück: 293/16             | Das Objekt gehört zu der Gesamtanlage: Nördliches Villengebiet                                         | 1859/60   |       |
|                          |                          | Schöne Aussicht 16 LageFlur: 128, Flurstück: 18/9             | Das Objekt gehört zu der Gesamtanlage: Nördliches Villengebiet                                         | Um 1861   |       |
|                          |                          | Schöne Aussicht 18 LageFlur: 128, Flurstück: 18/8             | Das Objekt gehört zu der Gesamtanlage: Nördliches Villengebiet                                         | Um 1861   |       |
|                          |                          | Schöne Aussicht 22 LageFlur: 35, Flurstück: 309/32            | Das Objekt gehört zu der Gesamtanlage: Nördliches Villengebiet Architekt/Planer: Karl Schultze         | 1897      |       |
|                          |                          | Schöne Aussicht 24 LageFlur: 35, Flurstück: 304/32            | Das Objekt gehört zu der Gesamtanlage: Nördliches Villengebiet Architekt/Planer: Karl Schultze         | 1895      |       |
|                          |                          | Schöne Aussicht 26 LageFlur: 35, Flurstück: 384/34            | Das Objekt gehört zu der Gesamtanlage: Nördliches Villengebiet Architekt/Planer: Wilhelm Rehbold       | 1888      |       |
|                          |                          | Schöne Aussicht 28 LageFlur: 35, Flurstück: 1003/35           | Das Objekt gehört zu der Gesamtanlage: Nördliches Villengebiet Architekt/Planer: Jean Fürstchen        | 1889      |       |
|                          |                          | Schöne Aussicht 29 LageFlur: 128, Flurstück: 144/5            | Das Objekt gehört zu der Gesamtanlage: Nördliches Villengebiet                                         | 1895      |       |
|                          |                          | Schöne Aussicht 34 LageFlur: 35, Flurstück: 998/55            | Das Objekt gehört zu der Gesamtanlage: Nördliches Villengebiet Architekt/Planer: Karl Schultze         | 1897      |       |
|                          |                          | Schöne Aussicht 35 LageFlur: 128, Flurstück: 50/15            | Das Objekt gehört zu der Gesamtanlage: Nördliches Villengebiet                                         | 1889      |       |
|                          |                          | Schöne Aussicht 36 LageFlur: 35, Flurstück: 281/56            | Das Objekt gehört zu der Gesamtanlage: Nördliches Villengebiet Architekt/Planer: Karl Schultze         | 1891      |       |
|                          |                          | Schöne Aussicht 37 LageFlur: 128, Flurstück: 29/16            | Das Objekt gehört zu der Gesamtanlage: Nördliches Villengebiet                                         | Um 1876   |       |
|                          |                          | Schöne Aussicht 38 LageFlur: 35, Flurstück: 264/56            | Das Objekt gehört zu der Gesamtanlage: Nördliches Villengebiet Architekt/Planer: Karl Schultze         | 1891      |       |
|                          |                          | Schöne Aussicht 40 LageFlur: 147, Flurstück: 40               | Das Objekt gehört zu der Gesamtanlage: Nördliches Villengebiet Architekt/Planer: Karl Schultze         | 1891      |       |
|                          |                          | Schöne Aussicht 43/45 LageFlur: 129, Flurstück: 161/22,162/22 | Das Objekt gehört zu der Gesamtanlage: Nördliches Villengebiet Architekt/Planer: Phil. Schmidt & Cons. | 1900      |       |
|                          |                          | Schöne Aussicht 44 LageFlur: 147, Flurstück: 395/9            | Das Objekt gehört zu der Gesamtanlage: Nördliches Villengebiet Architekt/Planer: Karl Schultze         | 1892      |       |
| Bild gesucht BW          | Villa Harnischmacher II  | Schöne Aussicht 53 LageFlur: 148, Flurstück: 3/3              | Das Objekt gehört zu der Gesamtanlage: Nördliches Villengebiet Architekt/Planer: Marcel Breuer         | 1954/55   |       |
|                          |                          | Schöne Aussicht 57 LageFlur: 148, Flurstück: 4                | Das Objekt gehört zu der Gesamtanlage: Nördliches Villengebiet Architekt/Planer: Ludwig Euler          | 1902      |       |
|                          |                          | Schöne Aussicht 59 LageFlur: 148, Flurstück: 5                | Das Objekt gehört zu der Gesamtanlage: Nördliches Villengebiet Architekt/Planer: Ludwig Euler          | 1902      |       |

## Sonnenberger Straße
| Bild                                   | Bezeichnung                            | Lage                                                              | Beschreibung | Bauzeit  | Daten |
| -------------------------------------- | -------------------------------------- | ----------------------------------------------------------------- | --- | -------- | ----- |
|                                        |                                        | Sonnenberger Straße 7 LageFlur: 125, Flurstück: 27/6              | Das Objekt gehört zu der Gesamtanlage: Nördliches Villengebiet                                                                  | Um 1862  |       |
|                                        |                                        | Sonnenberger Straße 9 LageFlur: 125, Flurstück: 7                 | Das Objekt gehört zu der Gesamtanlage: Nördliches Villengebiet                                                                  | Um 1860  |       |
| Ehem. Hotel Villa-Royale               | Ehem. Hotel Villa-Royale               | Sonnenberger Straße 11 LageFlur: 125, Flurstück: 38/8             | Das Objekt gehört zu der Gesamtanlage: Nördliches Villengebiet                                                                  | Um 1900  |       |
|                                        |                                        | Sonnenberger Straße 14 LageFlur: 128, Flurstück: 62/5             | Das Objekt gehört zu der Gesamtanlage: Nördliches Villengebiet Architekt/Planer: Ferdinand Eichen                               | 1895     |       |
|                                        |                                        | Sonnenberger Straße 15 LageFlur: 125, Flurstück: 59/10            | Das Objekt gehört zu der Gesamtanlage: Nördliches Villengebiet                                                                  | 1868     |       |
|                                        |                                        | Sonnenberger Straße 17 LageFlur: 125, Flurstück: 31/11            | Das Objekt gehört zu der Gesamtanlage: Nördliches Villengebiet Architekt/Planer: Alfred Schellenberg                            | 1887     |       |
|                                        |                                        | Sonnenberger Straße 19 LageFlur: 125, Flurstück: 24/12            | Das Objekt gehört zu der Gesamtanlage: Nördliches Villengebiet                                                                  | Um 1865  |       |
|                                        |                                        | Sonnenberger Straße 22 LageFlur: 129, Flurstück: 8/2              | Das Objekt gehört zu der Gesamtanlage: Nördliches Villengebiet Architekt/Planer: Sigmund Langrod                                | 1905     |       |
|                                        |                                        | Sonnenberger Straße 23 LageFlur: 125, Flurstück: 43/14            | Das Objekt gehört zu der Gesamtanlage: Nördliches Villengebiet                                                                  | 1872     |       |
|                                        |                                        | Sonnenberger Straße 24 LageFlur: 129, Flurstück: 103/10           | Das Objekt gehört zu der Gesamtanlage: Nördliches Villengebiet                                                                  | Um 1872  |       |
|                                        |                                        | Sonnenberger Straße 25 LageFlur: 125, Flurstück: 44/15            | Das Objekt gehört zu der Gesamtanlage: Nördliches Villengebiet                                                                  | Um 1872  |       |
|                                        |                                        | Sonnenberger Straße 26/28 LageFlur: 129, Flurstück: 137/10,181/11 | Das Objekt gehört zu der Gesamtanlage: Nördliches Villengebiet Architekt/Planer: Wilhelm Boué                                   | 1899     |       |
|                                        |                                        | Sonnenberger Straße 30 LageFlur: 129, Flurstück: 141/11           | Das Objekt gehört zu der Gesamtanlage: Nördliches Villengebiet                                                                  | Um 1872  |       |
|                                        |                                        | Sonnenberger Straße 33 LageFlur: 36, Flurstück: 90/59             | Das Objekt gehört zu der Gesamtanlage: Nördliches Villengebiet                                                                  | Um 1873  |       |
|                                        |                                        | Sonnenberger Straße 37 LageFlur: 36, Flurstück: 83/57             | Das Objekt gehört zu der Gesamtanlage: Nördliches Villengebiet Architekt/Planer: Gebrüder Jean Fürstchen und Georg Fürstchen    | 1883     |       |
|                                        |                                        | Sonnenberger Straße 40 LageFlur: 148, Flurstück: 16               | Das Objekt gehört zu der Gesamtanlage: Nördliches Villengebiet                                                                  | Vor 1904 |       |
|                                        |                                        | Sonnenberger Straße 42 LageFlur: 148, Flurstück: 5                | Das Objekt gehört zu der Gesamtanlage: Nördliches Villengebiet Architekt/Planer: Alfred Schellenberg                            | 1892     |       |
|                                        |                                        | Sonnenberger Straße 43 LageFlur: 36, Flurstück: 188/55            | Das Objekt gehört zu der Gesamtanlage: Nördliches Villengebiet Architekt/Planer: Karl Schultze                                  | 1899     |       |
|                                        |                                        | Sonnenberger Straße 44 LageFlur: 148, Flurstück: 21               | Ehemaliges Wohnhaus von Nicolaus von Nassau und Natalie Puschkin Das Objekt gehört zu der Gesamtanlage: Nördliches Villengebiet | Um 1860  |       |
|                                        |                                        | Sonnenberger Straße 46 LageFlur: 148, Flurstück: 22               | Das Objekt gehört zu der Gesamtanlage: Nördliches Villengebiet                                                                  | Um 1865  |       |
|                                        |                                        | Sonnenberger Straße 47/49 LageFlur: 36, Flurstück: 198/54,199/54  | Das Objekt gehört zu der Gesamtanlage: Nördliches Villengebiet Architekt/Planer: Theodor Barthel                                | 1899     |       |
|                                        |                                        | Sonnenberger Straße 52 LageFlur: 148, Flurstück: 29               | Das Objekt gehört zu der Gesamtanlage: Nördliches Villengebiet                                                                  | Um 1868  |       |
|                                        |                                        | Sonnenberger Straße 52a LageFlur: 148, Flurstück: 28              | Das Objekt gehört zu der Gesamtanlage: Nördliches Villengebiet                                                                  | Um 1868  |       |
|                                        |                                        | Sonnenberger Straße 58 LageFlur: 148, Flurstück: 57               | Das Objekt gehört zu der Gesamtanlage: Nördliches Villengebiet Architekt/Planer: Wilhelm Rehbold                                | 1884     |       |
|                                        |                                        | Sonnenberger Straße 60 LageFlur: 148, Flurstück: 56               | Das Objekt gehört zu der Gesamtanlage: Nördliches Villengebiet Architekt/Planer: Karl Kähler                                    | 1908     |       |
|                                        |                                        | Sonnenberger Straße 66 LageFlur: 148, Flurstück: 50               | Das Objekt gehört zu der Gesamtanlage: Nördliches Villengebiet                                                                  | Um 1875  |       |
|                                        |                                        | Sonnenberger Straße 68 LageFlur: 148, Flurstück: 49               | Das Objekt gehört zu der Gesamtanlage: Nördliches Villengebiet                                                                  | Um 1874  |       |
|                                        |                                        | Sonnenberger Straße 70 LageFlur: 144, Flurstück: 61               | Das Objekt gehört zu der Gesamtanlage: Nördliches Villengebiet                                                                  | Um 1867  |       |
|                                        |                                        | Sonnenberger Straße 74 LageFlur: 149, Flurstück: 59               | Das Objekt gehört zu der Gesamtanlage: Nördliches Villengebiet                                                                  | 1906     |       |
|                                        |                                        | Sonnenberger Straße 76 LageFlur: 149, Flurstück: 58/1             | Das Objekt gehört zu der Gesamtanlage: Nördliches Villengebiet Architekt/Planer: Ludwig Euler                                   | 1882     |       |
|                                        |                                        | Sonnenberger Straße 78 LageFlur: 149, Flurstück: 75               | Das Objekt gehört zu der Gesamtanlage: Nördliches Villengebiet Architekt/Planer: Ludwig Euler                                   | 1882     |       |
| Ehem. Actien-Bierbrauerei-Gesellschaft | Ehem. Actien-Bierbrauerei-Gesellschaft | Sonnenberger Straße 80/80a LageFlur: 149, Flurstück: 72/1         | Das Objekt gehört zu der Gesamtanlage: Nördliches Villengebiet                                                                  | 1864/65  |       |
|                                        |                                        | Sonnenberger Straße 84 LageFlur: 34, Flurstück: 170/10            | Das Objekt gehört zu der Gesamtanlage: Nördliches Villengebiet Architekt/Planer: Maurermeister H. Seelgen                       | 1896     |       |

## Steubenstraße
| Bild                 | Bezeichnung          | Lage                                                         | Beschreibung                                                  | Bauzeit | Daten |
| -------------------- | -------------------- | ------------------------------------------------------------ | ------------------------------------------------------------- | ------- | ----- |
| Sachteil Einfriedung | Sachteil Einfriedung | Steubenstraße 11/11a LageFlur: 123, Flurstück: 189/24,162/19 | Das Objekt gehört zu der Gesamtanlage: Östliches Villengebiet | 1880er  |       |
| Sachteil Einfriedung | Sachteil Einfriedung | Steubenstraße 20 LageFlur: 123, Flurstück: 179/5             | Das Objekt gehört zu der Gesamtanlage: Östliches Villengebiet | Um 1908 |       |
| Sachteil Einfriedung | Sachteil Einfriedung | Steubenstraße 34 LageFlur: 123, Flurstück: 38/2              | Das Objekt gehört zu der Gesamtanlage: Östliches Villengebiet | 1905    |       |

## Thaerstraße
| Bild           | Bezeichnung       | Lage                                          | Beschreibung                                                                                   | Bauzeit | Daten |
| -------------- | ----------------- | --------------------------------------------- | ---------------------------------------------------------------------------------------------- | ------- | ----- |
| weitere Bilder | Bundeskriminalamt | Thaerstraße 11 LageFlur: 33, Flurstück: 44/26 | Das Objekt gehört zu der Gesamtanlage: Nördliches Villengebiet Architekt/Planer: Herbert Rimpl | 1952/53 |       |

## Thomaestraße
| Bild | Bezeichnung | Lage                                           | Beschreibung                                                                                              | Bauzeit | Daten |
| ---- | ----------- | ---------------------------------------------- | --- | ------- | ----- |
|      |             | Thomaestraße 1 LageFlur: 32, Flurstück: 327/13 | Das Objekt gehört zu der Gesamtanlage: Nördliches Villengebiet Architekt/Planer: Paul A. Jacobi           | 1907    |       |
|      |             | Thomaestraße 3 LageFlur: 32, Flurstück: 328/13 | Das Objekt gehört zu der Gesamtanlage: Nördliches Villengebiet Architekt/Planer: Paul A. Jacobi           | 1907    |       |
|      |             | Thomaestraße 5 LageFlur: 32, Flurstück: 325/13 | Das Objekt gehört zu der Gesamtanlage: Nördliches Villengebiet Architekt/Planer: Paul A. Jacobi           | 1907    |       |
|      |             | Thomaestraße 7 LageFlur: 32, Flurstück: 11/4   | Das Objekt gehört zu der Gesamtanlage: Nördliches Villengebiet                                            | Um 1866 |       |
|      |             | Thomaestraße 13 LageFlur: 82, Flurstück: 4/1   | Umbau 1904–1906, daher die Giebelinschrift Das Objekt gehört zu der Gesamtanlage: Nördliches Villengebiet | Um 1875 |       |

## Tränkweg
| Bild                 | Bezeichnung          | Lage                                | Beschreibung                                                                                                   | Bauzeit | Daten |
| -------------------- | -------------------- | ----------------------------------- | --- | ------- | ----- |
| Forsthaus Dambachtal | Forsthaus Dambachtal | Tränkweg LageFlur: 1, Flurstück: 12 | Das Objekt gehört zu der Gesamtanlage: Nördliches Villengebiet Architekt/Planer: Stadtbaumeister Felix Genzmer | 1895/96 |       |

## Warmer Damm
| Bild             | Bezeichnung            | Lage                                      | Beschreibung                                                                                             | Bauzeit | Daten |
| ---------------- | ---------------------- | ----------------------------------------- | --- | ------- | ----- |
| Landschaftspark  | Landschaftspark        | Warmer Damm Lage                          | Das Objekt gehört zu der Gesamtanlage: Östliches Villengebiet Architekt/Planer: Carl Friedrich Thelemann | 1859/60 |       |
| weitere Bilder   | Kaiser-Wilhelm-Denkmal | Warmer Damm LageFlur: 122, Flurstück: 4/1 | Das Objekt gehört zu der Gesamtanlage: Östliches Villengebiet Architekt/Planer: Johannes Schilling       | 1894    |       |
| Schiller-Denkmal | Schiller-Denkmal       | Warmer Damm LageFlur: 122, Flurstück: 4/4 | Das Objekt gehört zu der Gesamtanlage: Östliches Villengebiet Architekt/Planer: Joseph Uphues            | 1905    |       |

## Wilhelmstraße
| Bild                                                       | Bezeichnung                                                | Lage                                                    | Beschreibung | Bauzeit        | Daten |
| ---------------------------------------------------------- | ---------------------------------------------------------- | ------------------------------------------------------- | --- | -------------- | ----- |
| weitere Bilder                                             | Sachgesamtheit Kurbezirk – Kurhaus                         | Wilhelmstraße LageFlur: 127, Flurstück: 1 / 4           | Das Objekt gehört zu der Gesamtanlage: Östliches Villengebiet Architekt/Planer: Friedrich von Thiersch | 1905–1907      |       |
| Bowling Green mit Kurhaus im Hintergrund                   | Sachgesamtheit Kurbezirk – Bowling Green                   | Wilhelmstraße LageFlur: 127, Flurstück: 1 / 3           | Das Objekt gehört zu der Gesamtanlage: Östliches Villengebiet Architekt/Planer: Bildhauer: J. J. Gereth | (Brunnen) 1855 |       |
| Sachgesamtheit Kurbezirk – Brunnenkolonnade/Alte Kolonnade | Sachgesamtheit Kurbezirk – Brunnenkolonnade/Alte Kolonnade | Wilhelmstraße LageFlur: 127, Flurstück: 1 / 3           | Das Objekt gehört zu der Gesamtanlage: Östliches Villengebiet Architekt/Planer: Baurat Heinrich Jacob Zengerle | 1826–1827      |       |
| Sachgesamtheit Kurbezirk – Theaterkolonnade/Neue Kolonnade | Sachgesamtheit Kurbezirk – Theaterkolonnade/Neue Kolonnade | Wilhelmstraße LageFlur: 122, Flurstück: 4/4             | Das Objekt gehört zu der Gesamtanlage: Östliches Villengebiet Architekt/Planer: Baurat Karl Faber | 1838–1839      |       |
| weitere Bilder                                             | Sachgesamtheit Kurbezirk – Theater                         | Wilhelmstraße LageFlur: 122, Flurstück: 4/4             | Das Objekt gehört zu der Gesamtanlage: Östliches Villengebiet Architekt/Planer: Fellner und Helmer | 1892–1894      |       |
| weitere Bilder                                             | Sachgesamtheit Kurbezirk – Foyerbau                        | Wilhelmstraße LageFlur: 122, Flurstück: 4/4             | Das Objekt gehört zu der Gesamtanlage: Östliches Villengebiet Architekt/Planer: Stadtbaumeister Felix Genzmer | 1892–1894      |       |
| Gustav Freytag Denkmal im Kurpark                          | Sachgesamtheit Kurbezirk – Kurpark                         | Wilhelmstraße LageFlur: 126,127, Flurstück: 1/2,4/1;1/6 | Umbau des ab 1810 angelegten Park zum Englischen Landschaftsgarten, zugleich Ausdehnung auf die heutige Größe. Umbau 1905–1907. Zur Sachgesamtheit gehören: Einfriedung, Kassenpavillon, Säulenmonument, Konzertmuschel, Gustav-Freytag-Denkmal, Ferdinand-Hey'l-Denkmal, Laternen, Parkbänke, Weihergeländer, Befestigung der Weiherinsel, Brückengeländer Das Objekt gehört zu der Gesamtanlage: Östliches Villengebiet Architekt/Planer: Gartenbaudirektor Carl Friedrich Thelemann | 1855/56        |       |
|                                                            |                                                            | Wilhelmstraße 9 LageFlur: 120, Flurstück: 65/1          | Das Objekt gehört zu der Gesamtanlage: Östliches Villengebiet | Um 1874        |       |
|                                                            |                                                            | Wilhelmstraße 11/15 LageFlur: 120, Flurstück: 74/2,73/2 | Das Objekt gehört zu der Gesamtanlage: Östliches Villengebiet Architekt/Planer: Alfred Schellenberg | 1880           |       |
|                                                            |                                                            | Wilhelmstraße 17 LageFlur: 120, Flurstück: 97/1         | Das Objekt gehört zu der Gesamtanlage: Östliches Villengebiet Architekt/Planer: Alfred Schellenberg | 1881           |       |

## Abgegangene Kulturdenkmäler

### Geisbergweg
| Bild            | Bezeichnung | Lage                                           | Beschreibung                                         | Bauzeit | Daten |
| --------------- | ----------- | ---------------------------------------------- | ---------------------------------------------------- | ------- | ----- |
| Bild gesucht BW |             | Geisbergweg 18 LageFlur: 82, Flurstück: 101/29 | Das Objekt wurde 2021 wegen Baufälligkeit abgerissen | Um 1840 |       |